# 張特
张特（生卒年不详），字子產，涿郡（今河北涿縣）人，三國時期魏将。《三国志》记载，吴国太傅诸葛恪攻魏時，張特負責镇守新城。

## 生平

### 早年事蹟
張特本來領牙門將軍，事於鎮東將軍諸葛誕，但是諸葛誕認為他無才能，打算遣還護軍。後來毌丘儉取代了諸葛誕的職位，毌丘儉遂令張特屯守合肥的新城。

### 智退吳軍
後來王昶、胡遵、毌丘俭分兵伐吳無功而返，吳將諸葛恪趁勢圍取合肥新城，張特與將軍樂方等帶領三千人死守，期间张特曾前後派出兵士刘整和郑像突城求援却被诸葛恪截获，两人死节后眼见新城将破，張特於是使出缓兵之计，告诉吴人说：“現在我已無心再戰了。但依魏國法規，被攻超過一百日而援救不來的話，雖然投降，家人可以免去刑責；自抵抗敵人以來，已經九十多日了，這城中本來有四千多人，戰死者已經過半，城池雖陷，如有半個人不想投降，我便與他說話，陳明善惡，明日早上送名，你們先以我的印綬拿去作信託吧。”并将其印绶送给吴人，吴人听信他的话但没有接受他的印绶，遂停止了攻城，然後张特趁夜拆下房屋建材来修补城墙破损之处。等到隔天，張特已修好了城牆，便告诉吴人说：“我只有戰鬥而死了！”吳人因爲被戲弄而猛攻，吳軍晝夜攻城，疲勞不堪，無法作戰。不久，諸葛恪自知失計，又耻于攻城不下，最后因为军心涣散和魏军增援到来而只好退兵。

### 因功受封
朝廷嘉许张特的事迹，便以其为杂号将军，封列侯，又迁其为安丰太守。

## 藝術形象
在三國志姜維傳中，張特的身分被設定為涿郡富商張世平的孫子，常自傲祖父這輩子只資助過劉備跟自己兩人。